# Alija Behmen
Alija Behmen, né le 25 décembre 1940 à Split et mort le 1er août 2018 à Sarajevo, est un homme d'État bosnien. Il a été maire de Sarajevo du 28 janvier 2009 au 27 mars 2013 et le 4e Premier ministre de la fédération de Bosnie-et-Herzégovine, du 12 mars 2001 au 14 février 2003.